# اچ‌دی ۱۹۲۷۵
اچ‌دی ۱۹۲۷۵ یک ستاره است که در صورت فلکی ذات‌الکرسی قرار دارد.